# Marplesornis novaezealandiae
Marplesornis novaezealandiae — викопний вид пінгвінів, що існував в пізньому пліоцені (2,4-1,63 млн років тому). Викопні рештки птаха знайдені на острові Мотунау поблизу східного узбережжя Південного острова Нової Зеландії.